# Memorijalni centar genocida Gisozi
Spomenik genocidu u Kigaliju znan i kao Memorijalni centar genocida Gisozi obilježava genocid u Ruandi 1994. godine. Tu su pokopani posmrtni ostaci preko 250.000 ljudi. Centar nalaze se u Gisoziju, malo izvan središnjeg Kigalija.
Postoji centar za posjetitelje za studente i druge koji žele razumjeti događaje koji su doveli do genocida koji se dogodio u Ruandi 1994. godine. Centar je trajni spomenik žrtvama genocida i služi kao mjesto gdje ožalošćeni mogu ukopati svoju obitelj i prijatelje. 

## Pozadina
U travnju 1994. izvještaji o sustavnom masovnom ubojstvu unutar Ruande počeli su se filtrirati iz Ruande i kružiti svijetom. Malo je učinjeno da se genocid zaustavi. Strancima je genocid predstavljen kao plemensko etničko nasilje, s Tutsijima kao žrtvama i Hutuima kao počiniteljima. Možda se nikada neće saznati koliko je točno ljudi zapravo ubijeno; procjene variraju između 500.000 i više od milijun. Opće je prihvaćeno da je broj ubijenih oko 800.000.
Godine 2000. Gradsko vijeće Kigalija počelo je graditi zgradu koja će s vremenom postati Memorijalni centar. Aegis Trust, neprofitna organizacija koja upravlja centorm, je pozvan da pretvori memorijalni centar genocida u stvarnost. Aegis Trust je zatim počeo prikupljati podatke iz cijelog svijeta kako bi izradio tri grafička izloška. Tekst za sva tri tiskan je na tri jezika, dizajniran u Ujedinjenom Kraljevstvu u glavnom uredu Aegisa od strane njihovog dizajnerskog tima i otpremljen u Ruandu na instaliranje.
Ovaj memorijalni centar jedan je od šest glavnih centara u Ruandi koji obilježavaju sjećanje na genocid u Ruandi. Ostali su Memorijalni centar genocida Murambi, Memorijalni centar genocida Bisesero i Memorijalni centar genocida Ntarama, Memorijalni centar genocida Nyamata i Memorijalni centar genocida u Nyarubuyeu.
Ljudski ostaci donošeni su iz cijele prijestolnice nakon što su ostavljeni na ulici ili bačeni u rijeku. Pokopani su zajedno u grupama od 100.000. Spomenik je otvoren 1999.
Centar je započeo kada su Gradsko vijeće Kigalija i Ruandsko nacionalno povjerenstvo za borbu protiv genocida naručili organizaciju za sprječavanje genocida sa sjedištem u Velikoj Britaniji pod nazivom Aegis Trust da uspostavi Memorijalni centar za genocid u Kigaliju. U travnju 2004., na 10. godišnjicu genocida, svečano je otvoren Spomenik genocidu u Kigaliju.
Odaziv preživjelih genocida na osnivanje centra bio je ogroman. U prvom tjednu, više od 1500 preživjelih posjetilo je svaki dan. U prva tri mjeseca od otvaranja centar je posjetilo oko 60.000 ljudi različitih profila. Više od 7.000 posjetitelja bilo je iz međunarodne zajednice.